# Niera
Niera (ros. Нера) – rzeka w azjatyckiej części Rosji, w Jakucji, prawy dopływ Indygirki. Długość (od źródeł Dielankir) 331 km; powierzchnia dorzecza 24 500 km².
Powstaje z połączenia rzek Dielankir i Chudżach; płynie w kierunku północno-zachodnim na Płaskowyżu Nierskim a następnie u podnóża gór Tas-Kystabyt; uchodzi do Indygirki w pobliżu miejscowości Ust´-Niera.
Zamarza od października do maja, w tym przez 4 miesiące do dna; latem często powoduje powodzie; zasilanie głównie deszczowe.